# Antoku
Antoku, född 1178, död 1185, var regerande kejsare av Japan mellan 1180 och 1185.